# Iconologia
Iconologia é o estudo de ícones ou de simbolismo em representação visual (arte). Ou seja, interpreta um tema, através de um estudo abrangente do contexto histórico-cultural do objeto de estudo.
Erwin Panofsky fez a distinção entre iconografia e iconologia em seus Estudos em Iconologia (1939), definindo iconografia como o estudo do tema ou assunto e iconologia como o estudo do significado do objeto, e interpretação de imagens, monumentos antigos, figuras alegóricas e seus atributos.